# Philautus dubius
Philautus dubius är en groddjursart som först beskrevs av George Albert Boulenger 1882.  Philautus dubius ingår i släktet Philautus och familjen trädgrodor. IUCN kategoriserar arten globalt som otillräckligt studerad. Inga underarter finns listade i Catalogue of Life.